# Pauliberg

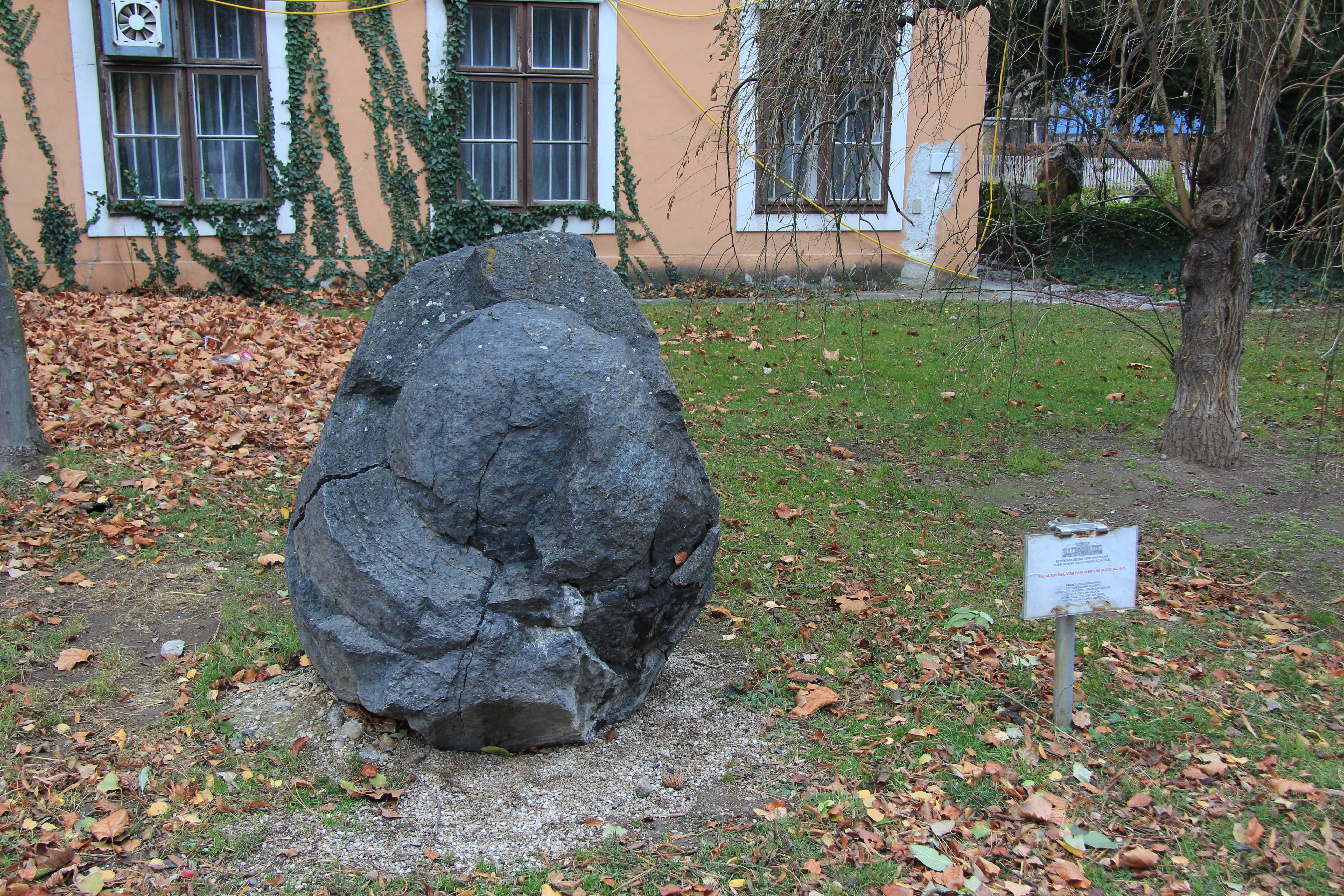
Basalt-Bombe vom Pauliberg im Museumspark in Mödling

Der Pauliberg (ungarisch: Pál-hegy) ist ein Berg vulkanischen Ursprunges. Er liegt im mittleren Burgenland – im Übergangsbereich der Ostalpen zur pannonischen Tiefebene – im Bezirk Oberpullendorf, in etwa auf halber Strecke zwischen den Orten Kobersdorf und Landsee (bei Sankt Martin). Von seiner Gipfelregion aus bietet sich eine beeindruckende Fernsicht in alle Richtungen.
Das feste Gestein des Pauliberges ist basaltisch (im weiteren Sinn) und geologisch relativ jung. Es wird am Nordrand des Gipfelplateaus in einem großen Steinbruch abgebaut. Rund 60 verschiedene Mineralien sind dort bis zum Jahr 2009 identifiziert worden.
Der Berg liegt mitten im Naturpark Landseer Berge, unweit der Burgruine Landsee. Diese größte Wehranlage Mitteleuropas wurde im 12. Jahrhundert erbaut und diente während der Türkenkriege als Waffenarsenal und Schutzburg der Bevölkerung, verfiel aber nach 1710. Heute wird die gesamte Umgebung für den Tourismus durch Open-Air-Veranstaltungen und durch Lehrpfade wiederbelebt.

## Geschichte des Basaltabbaus
Im Jahr 1948 wurde die Basaltwerk Pauliberg Gesellschaft mbH unter 50-prozentiger Beteiligung des Landes Burgenland gegründet. Ziel der Gründung war es, Arbeitsplätze zu schaffen und Schotter und Splitt aus Basalt für den Straßenbau herzustellen. 1950 stieg die Wiener Stuag AG aus der Gesellschaft aus und das Land Burgenland übernahm deren 25 % Gesellschaftsanteile. Die übrigen 25 % hielt von der Gründung bis 2009 das Wiener Unternehmen Radebeule. 2009 wurde der Betrieb von der Esterhazy Betriebe GmbH aus Eisenstadt übernommen.
Zu Beginn des Basaltabbaus in den frühen 1950er Jahren war der Steinbruch noch nicht an das Stromnetz angeschlossen und alle Geräte waren dieselbetrieben. Die Belegschaft war 80 bis 100 Mann stark und dennoch war die Produktivität niedrig. Nach dem Anschluss an das Stromnetz wurde die Produktivität durch Anschaffung schweren Geräts bis 1970 schrittweise gesteigert. Um gegen die Konkurrenz durch Kieswerke bestehen und eine breitere Produktpalette von Eisenbahnschotter bis hin zu Basaltsand und -mehl erzeugen zu können, wurde 1979 eine Aufbereitungsanlage mit automatischer Verladeeinrichtung gebaut und Mitte der 1990er Jahre wurde die Feinbrechanlage modernisiert und erweitert. Anfang der 2020er Jahre waren noch 2 Angestellte und 14 Arbeiter im Basaltwerk beschäftigt.

## Geologie
Der Pauliberg liegt isoliert von und nördlich des Vulkangebietes des Steirischen Beckens (engl. Styrian Basin Volcanic Field, SBVF). Sein Gestein ist radiometrisch (Kalium-Argon-Methode) auf ein Alter von rund 11 Millionen Jahren datiert worden, das heißt, es stammt aus dem späten Miozän. Als ursächlich für den Vulkanismus gilt die Dehnung der Erdkruste im Bereich des heutigen Pannonischen Beckens und seiner westlichen Satellitenbecken (Steirisches Becken, Oberpullendorfer Becken, an dessen nordwestlichem Randbereich er liegt, und Wiener Becken), die wiederum eine Folge der Gebirgsbildungsvorgänge im Alpen-Karpaten-Raum war. Aufgrund der Krustendehnung stieg relativ heißes, hochgradig zähes Gestein des oberen Erdmantels unter dem Pannonischen Becken auf („passive upwelling“). Dabei erfuhr es notwendigerweise eine Druckentlastung, schmolz teilweise auf, und diese Schmelzen stiegen, dem Dichte- und Druckgradienten folgend, zur Erdoberfläche auf.
Die exakten petrographischen Bezeichnungen für das Gestein des Paulibergs lauten Alkalibasalt und Basanit, wobei der Basanit den Alkalibasalt gangartig durchsetzt. Beides sind sogenannte „primitive“ Lavagesteine, da sie in ihrer Zusammensetzung noch sehr dem Mantelgestein ähneln aus dem sie ausgeschmolzen sind, das heißt, sie haben nach dem Ausschmelzen nur eine sehr geringfügige Differenziation erfahren. Eine Besonderheit ist der hohe Anteil an Titan(IV)-oxid (TiO2) im Gestein, der höchste unter allen spätmiozänen und jüngeren Vulkanbauten im Pannonischen Becken.
Am Pauliberg durchbrach das Magma die sogenannte Wechseleinheit, eine Suite aus verschiedenen Kristallingesteinen. Daraus, dass die Basalte unmittelbar auf dem Wechselkristallin liegen, kann geschlossen werden, dass die Region im Miozän, ähnlich wie heute, ein Hochgebiet, eine Schwelle gewesen sein muss. Diese geologische Situation findet sich nur noch bei einem einzigen weiteren Vulkanbau am Westrand des Pannonischen Beckens (Oberpullendorf). Die um Landsee vorkommenden Wechselgesteine liegen im Ostteil des „Wiesmather Fensters“. Der Pauliberg und seine Umgebung (Landseer Bucht) sind bereits in der ersten Hälfte des letzten Jahrhunderts eingehend geologisch untersucht worden.
In einer Lavazunge ist eine Höhle, die „Vierlöcherhöhle“ entstanden. Sie ist die einzige sekundäre Basalthöhle des Burgenlandes.